# Knippjärn

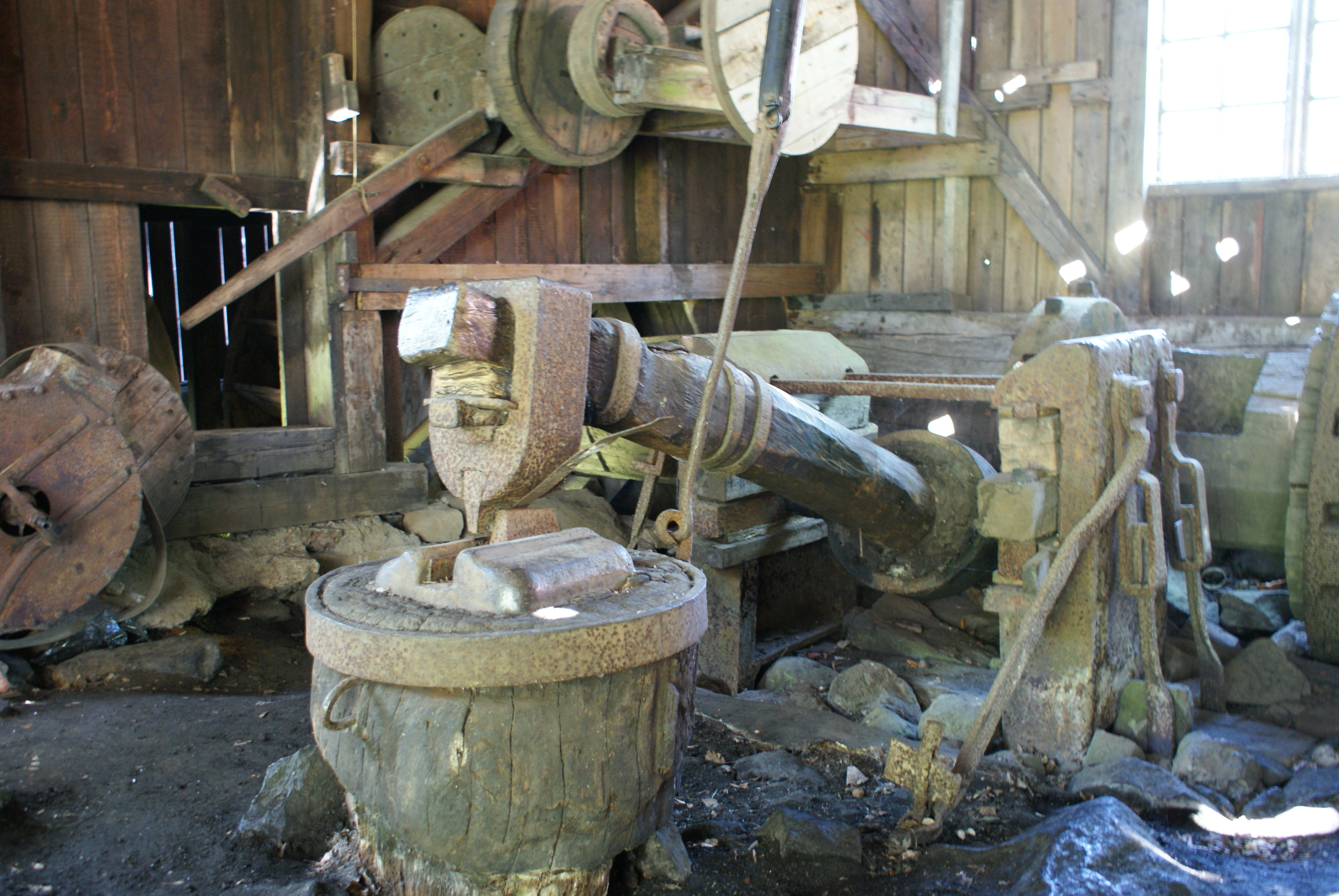
Knipphammare i Vira bruk i Uppland.

Knippjärn var smala stänger av smidbart järn som framställdes i smedjor under tiden ca 1600 till slutet av 1800-talet. Knippjärn användes för framställning av mindre järnföremål.
Knippjärn tillverkades i smedjor (till exempel Tysksmedja, Vallonsmedja, Lancashiresmedja eller Franche-Comtésmedja) med hjälp av knipphammare. Knippjärn var en mindre form av stångjärn. Ett knippjärn var en järnstång med en längd under 5 m och ca 1,5 cm i fyrkant. Knippjärn bands och såldes i knippor om 9 stänger i varje knippa.
Knippjärn såldes som råvara och användes för tillverkning av mindre föremål av järn i mindre smedjor. Det kunde till exempel vara lokala gårdssmedjor. Slutprodukten kunde vara hästskor, spikar, knivar, krokar eller liknande.
I samband med industrialiseringen i Sverige med samhällets omvandling från jordbrukssamhälle till industrisamhälle utvecklades nya metoder i järnhanteringen och knipphammare användes inte längre och därmed försvann benämningen knippjärn.